# Rieserferner-Pluton

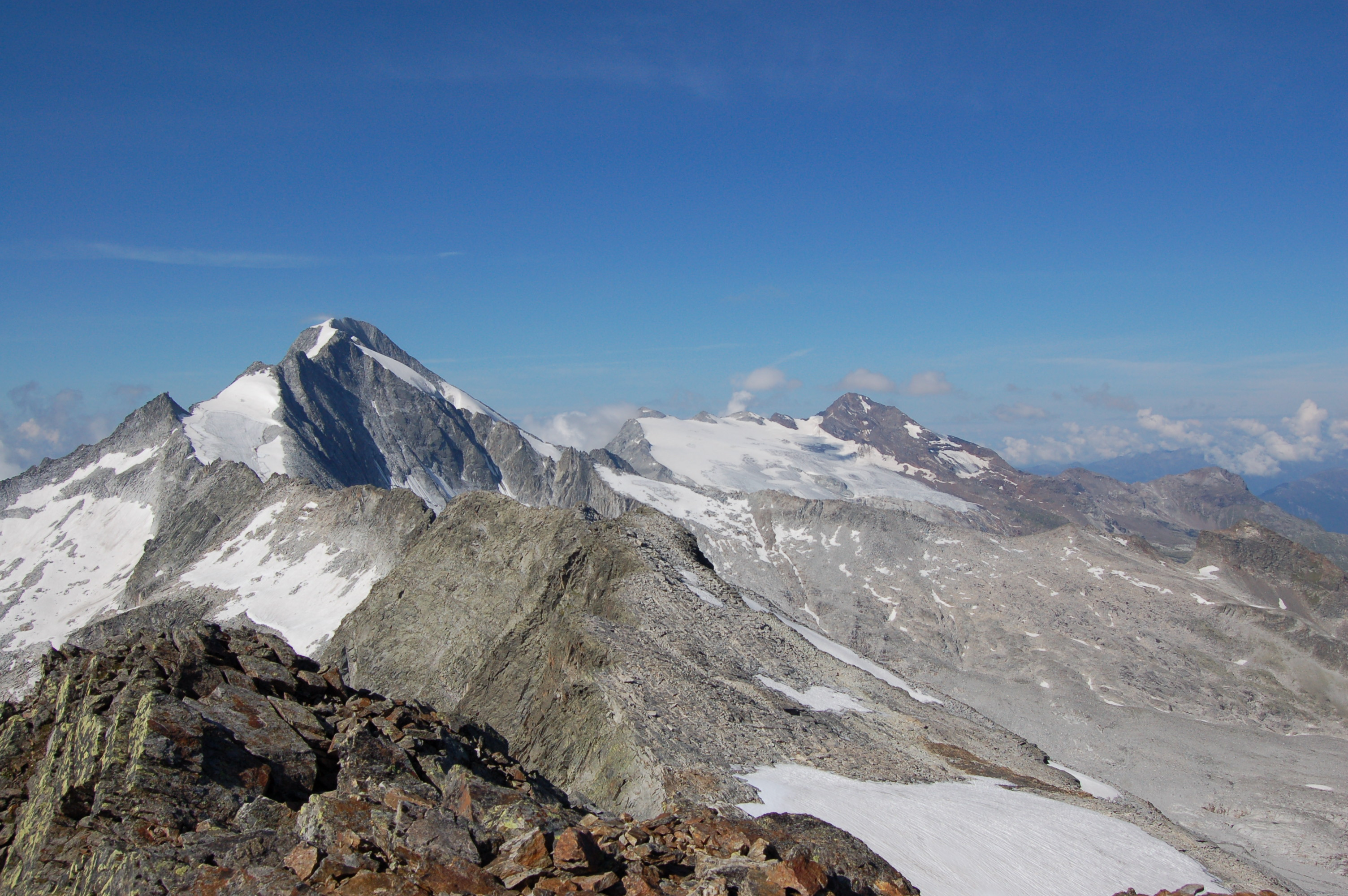
Blick vom Fenneregg (3123 m) über Barmer Spitze (3200 m) auf den Hochgall (3436 m) und den Östlichen Rieserferner mit Schneebigem Nock (3358 m). Der Hochgall, höchster Berg der Rieserfernergruppe, besteht aus feinkörnigem Tonalit. Am rechten Bildrand deutlich zu erkennen der Kontakt zwischen dem hellen Pluton und seinen dunkleren metamorphen Hüllgesteinen.

Der Rieserferner-Pluton, italienisch Plutone delle Vedrette di Ries, ist eine oligozäne Intrusion im ostalpinen Grundgebirge Ost- und Südtirols. Sie besteht vorwiegend aus Granodiorit und Tonalit. Zusammen mit anderen Plutonen bildet sie Teil der periadiatischen Intrusionen, die an der Grenze zwischen Südalpin und zentralem Ostalpin aufdrangen, unterscheidet sich aber durch ihre extrem langgestreckte Gestalt. Benannt ist der Rieserferner-Pluton nach der Rieserfernergruppe.

## Geographie

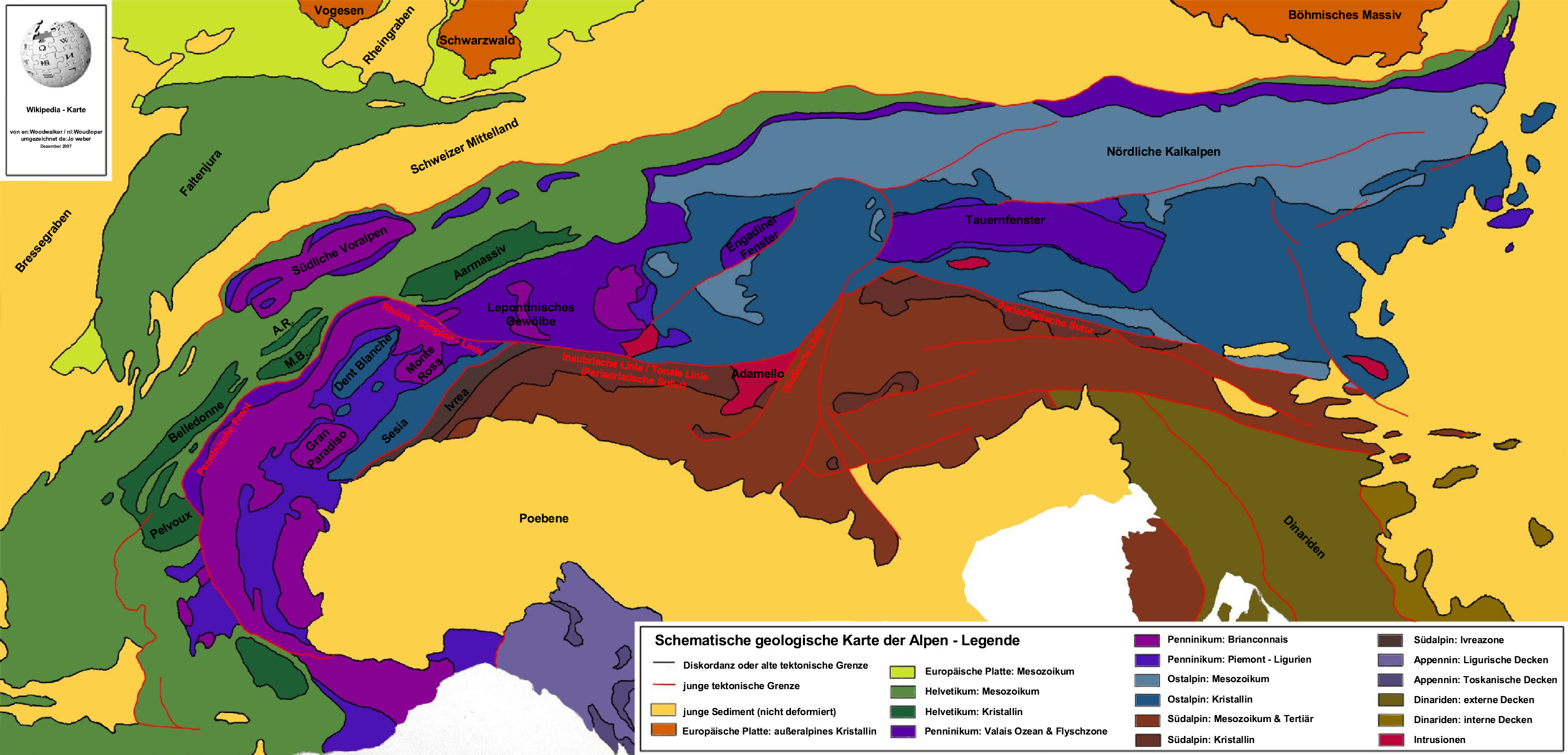
Die Lage des Rieserferner-Plutons (rot) südlich des Tauernfensters ist gut zu erkennen.

Der Rieserferner-Pluton, die drittgrößte der periadriatischen Intrusionen, liegt unmittelbar nördlich des Defereggen-Antholz-Vals-Lineaments (DAV-Lineaments), einer bedeutenden, mit der Periadriatischen Naht in Verbindung stehenden sinistralen Seitenverschiebung. Der Südrand des Tauernfensters befindet sich nur etwa 5 bis 10 Kilometer weiter nördlich. Die Intrusion ist über 40 Kilometer lang und 4,5 bis maximal 7 Kilometer breit. Ihre Längsachse folgt der Ost-West-Richtung und läuft mehr oder weniger parallel zum DAV-Lineament. Mit einer vertikalen Exposition von 2500 Meter von Boden bis Dach stellt die Rieserferner-Intrusion einen der weltweit bestaufgeschlossenen Plutone dar.
Die Hauptintrusion setzt im Westen im Tauferer Tal unmittelbar östlich von Sand in Taufers ein und endet im Osten bei Sankt Jakob in Defereggen. Von hier aus zieht ihr dünner Schwanz weiter bis südwestlich von Hopfgarten in Defereggen.

## Geologie

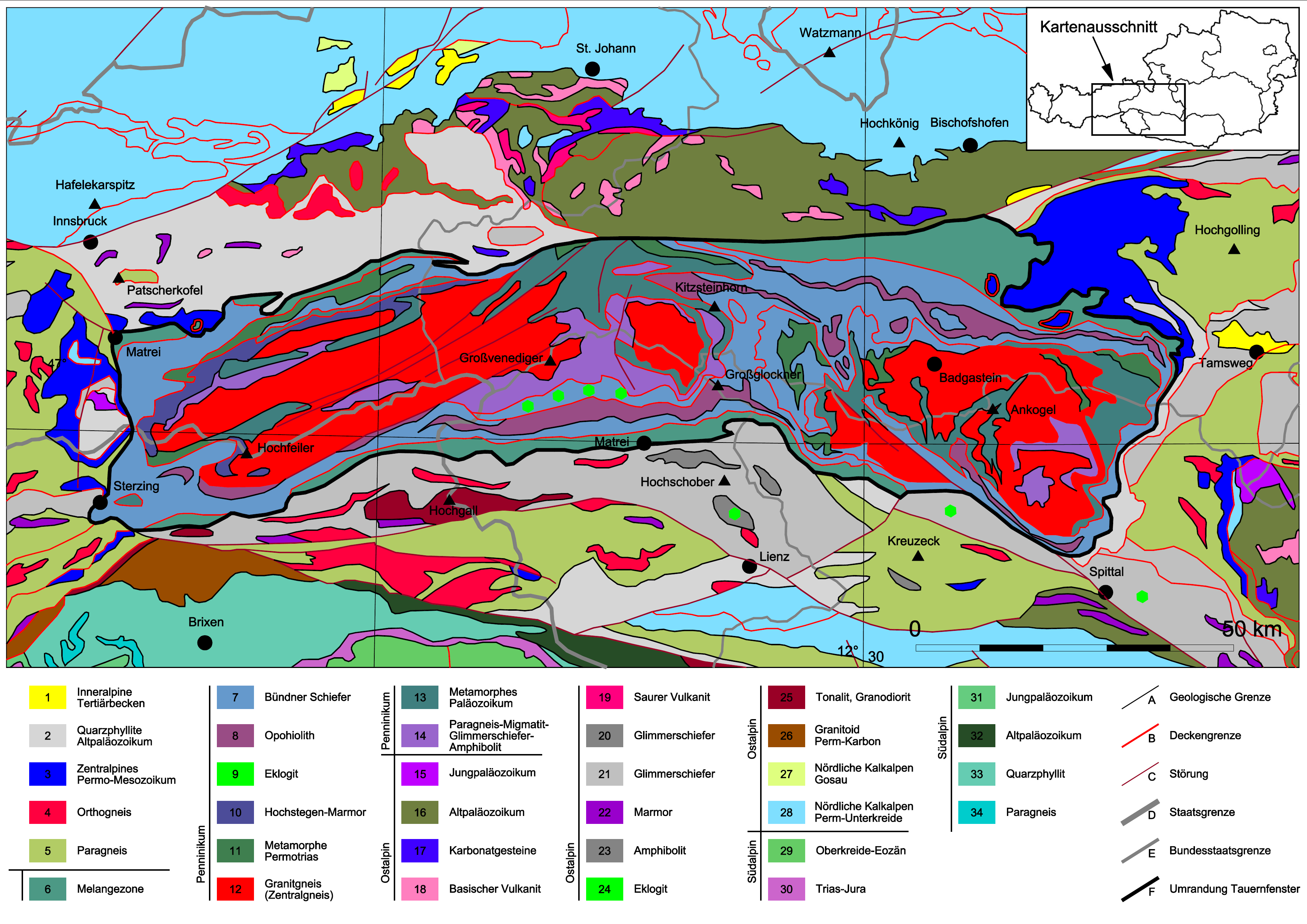
Geologische Karte des Tauernfensters und seiner Umrahmung. Der Rieserferner-Pluton (dunkelrot) mit dem Hochgall liegt etwa 25 Kilometer südwestlich von Matrei in Osttirol.

Während des Oligozäns und des Miozäns wurden die Ostalpen (und somit auch das Gebiet des Rieserferner-Plutons) von einer intensiven, Nord-Süd-gerichteten Einengung betroffen. Damit einher ging eine zum Streichen des Orogens parallel verlaufende Dehnung, die schließlich in einer nach Osten erfolgenden Krustenextrusion gipfeln sollte. Dieses kompressive tektonische Regime ist auch für die Entstehung des Tauernfensters verantwortlich – einer riesigen Aufbeulungsstruktur, die sowohl an ihrem West- als auch an ihrem Ostrand von flach einfallenden, während der Einengung entstandenen Verwerfungen (der Brenner-Störung im Westen und der Katschberg-Störung im Osten) abgeschnitten wird. Die seitliche Ausfluchtsbewegung wurde von konjugierten Seitenverschiebungen aufgenommen, so beispielsweise von der rechtsverschiebenden Periadriatischen Naht oder dem linksverschiebenden Salzachtal-Ennstal-Mariazell-Puchberg-Lineament (SEMP-Lineament). Weitverbreitete, Ost-West-streichende Strecklineare und Faltenachsen in den Wirtsgesteinen der Rieserferner-Intrusion dokumentieren diese Orogen-parallele Ausdehnung.
Die Intrusion war im Mittleren Oligozän in die grünschieferfaziellen, zentralostalpinen Alten Gneise südlich des Tauernfensters erfolgt. Ihr Nordkontakt zeigt flaches Einfallen nach Norden unter die Alten Gneise, der Südkontakt zum DAV-Lineament ist steil nach Süden gerichtet. Die Intrusion besteht aus zwei großen Kernbereichen, den Rieserkern im Osten und den Rainwaldkern im Westen.  Im mittleren Bereich der Intrusion zwischen den beiden Kernen ist das so genannte Alte Dach – die Dachregion des Plutons – noch erhalten. Rahmengesteine der Intrusion sind Glimmerschiefer und Amphibolite, die kontaktmetamorph überprägt wurden. Der in etwa parallel zum DAV-Lineament verlaufende Ostabschnitt im Defereggental ist schwanzförmig und wird nicht viel breiter als 100 Meter.
Durch die intrusionsbedingte Aufheizung entstanden Mineralneubildungen von Andalusit, Sillimanit, Granat, Staurolith und sehr seltener Cordierit.
Der Magmatismus entlang der Periadriatischen Naht kann in drei Abschnitte gegliedert werden: einem Nordost-Südwest-gerichteten Westabschnitt, in dem die Plutone ins Südalpin intrudieren und bis an die Grenze der überschobenen austroalpinen Kontinentalkruste heranreichen. Der Magmatismus manifestiert sich in kleinen Plutonen, vulkanischen Bedeckungen und andesitischen Gängen mit hohem Kaliumgehalt.  Im Zentralabschnitt erlangte der periadriatische Magmatismus seine höchste Entfaltung mit dem Adamello-Pluton, der in das südalpine Grundgebirge mit seinen permomesozoischen Deckschichten eindrang, sowie mit dem Bergell-Pluton, der in fünf alpinen Decken – darunter kristallines Penninikum, Ophiolithe und austroalpine Kruste – Platz nahm. Im Ostabschnitt konzentriert sich der Magmatismus im Austroalpin. Im Südalpin tauchen nur noch kleinere Vorkommen auf. Die meisten Plutone dieses Abschnitts sind langgestreckt, in Ost-West-Richtung orientiert und dokumentieren somit ihr Aufdringen während der aktiven Seitenverschiebungen entlang der Periadriatischen Naht und ihren Seitensträngen. Der Rieserferner-Pluton stellt die größte Intrusion des Ostabschnitts dar und wird etwas weiter südlich von dem kleineren Zinsnock-Pluton begleitet. Weitere Intrusionen sind der Rensen-Pluton und der Altberg-Pluton.

## Räumlicher Aufbau

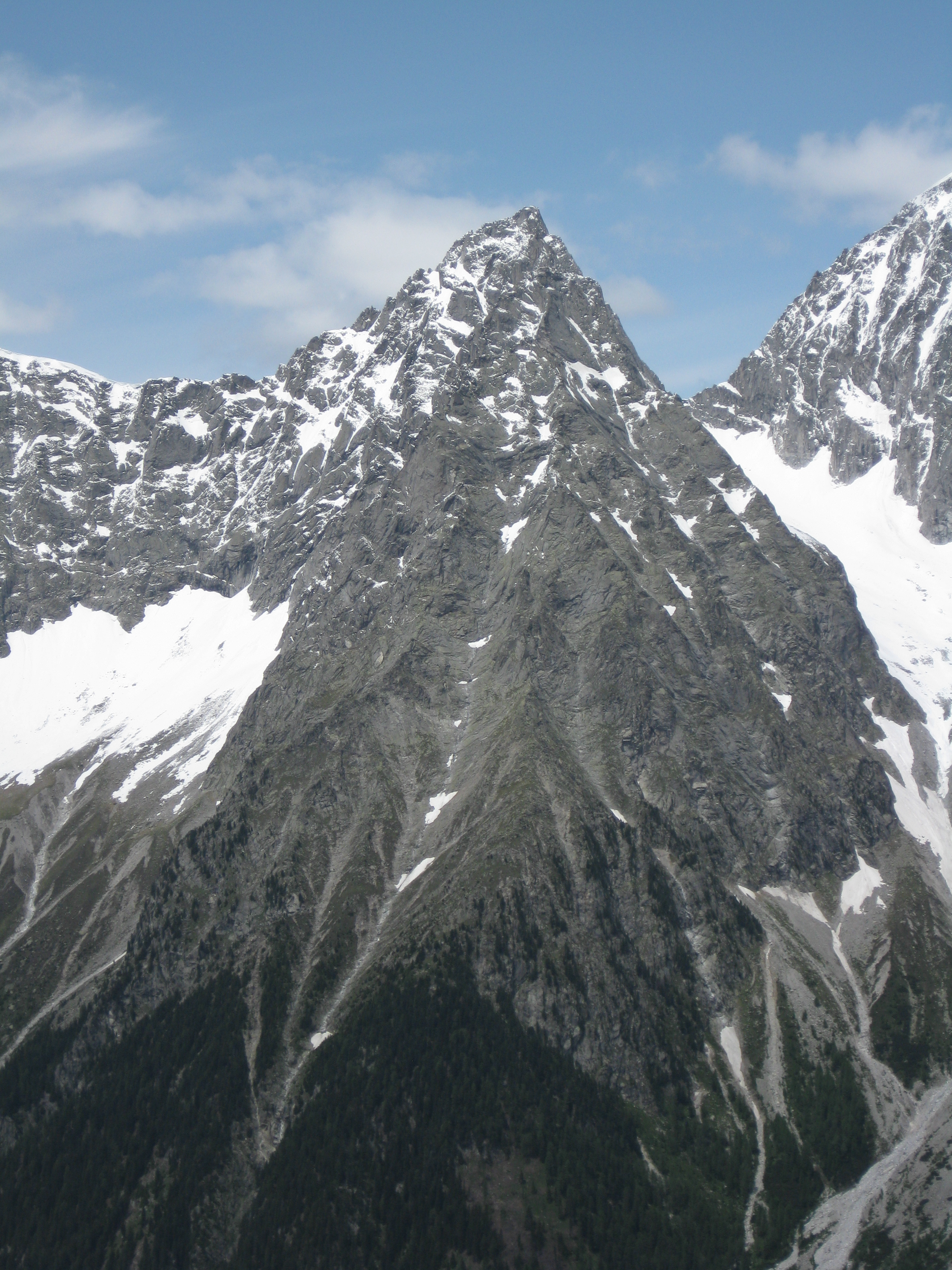
Wildgall, 3273 Meter, von Südosten aus gesehen. Rechts daneben der Hochgall, 3436 Meter. Steilstehende Förderzone der Intrusion.

Der räumliche Aufbau des Rieserferner-Plutons kann anhand der postintrusiven Kippung, die über 2000 Meter mit hervorragenden Aufschlussverhältnissen freigelegt hat, sehr gut rekonstruiert werden. Das Dach des Plutons (Altes Dach) nimmt mehrere Zehner Quadratkilometer im Zentralteil der Intrusion und an deren Nordrand ein. Der Boden erscheint am Westende. Die Foliation gibt zu erkennen, dass die Intrusion leicht nach Norden abtaucht, jedoch bei Annäherung an die DAV immer steiler nach Süden einfällt. Der intrusionsinterne Kontakt zwischen der feinkörnigen und der grobkörnigen Tonalitfazies im leicht einfallenden Nordteil liegt mehr oder weniger flach.
Die räumliche Anordnung der Foliationen und eine Konturenkarte des Kontakts zum metamorphen Nebengestein geben zu erkennen, dass das Dach des Plutons aus zwei Domstrukturen besteht, welche von einer muldenförmigen Einsattelung getrennt werden. Die Achsenebene dieser Mulde streicht in Nord-Süd-Richtung und verläuft somit senkrecht zu sämtlichen Strukturen im Nebengestein. Eine derartige Anordnung kann eigentlich nur durch das aktive Aufdringen der Tonalite erklärt werden und nicht durch eine regionale Verformung.
Der Südrand der Intrusion fällt wie auch die Schieferung des Nebengesteins und die Raumlage der DAV steil nach Süden ein. Stellenweise kann beobachtet werden, wie magmatisches Gefüge zu den DAV-Myloniten parallel läuft und daher auf eine Zeitgleichheit zwischen Intrusion und mylonitischer Verformung schließen lässt.
Innerhalb dieser Zone mit steiler Foliation lassen sich deka- bis hektometrische konzentrische Bereiche erkennen, in denen auch die magmatischen Lineare steil abtauchen. Derartige Strukturen kommen weder in anderen Abschnitten des Plutons noch im Nebengestein vor. Die räumliche Verknüpfung dieser Strukturen mit der Steilzone im Pluton legt nahe, dass es sich hierbei um Aufstiegskanäle der Intrusion handelt. Das tonalitische Magma war somit im Südteil der Intrusion in unmittelbarer Nähe des DAV-Lineaments mit seinen Myloniten aufgestiegen. Wegen der späteren Kippung stellt der schwanzförmige Ostteil der Intrusion, der die Steilzone nach Osten verlängert, im Vergleich zum Hauptteil ein strukturell höheres Kustenniveau dar; er wird daher als Verlängerung der Aufstiegszone gegen das Hangende angesehen, welche möglicherweise noch andere Plutone in der Oberkruste mit Magma versorgte (so wurde beispielsweise lange Zeit eine Verbindung zwischen dem Rieserferner-Pluton und dem Zinsnock-Pluton erwägt).

## Physikalische Parameter
Die minimale Eindringtiefe des Rieserferner-Plutons wird laut Cesare (1992) anhand von prograden Kontaktmetamorphosedaten mit 9 Kilometer angegeben. Dies entspricht einem Druck von 0,29 Gigapascal. Wahrscheinlich ist aber eine Eindringtiefe von 12 bis zu 15 Kilometer (entsprechend einem Druck von rund 0,5 GPa) noch als durchaus realistisch anzusehen. So fanden Tajcmanová und Kollegen (2009) einen Druck von 0,41 GPa, entsprechend einer Eindringtiefe von rund 15 Kilometer. Der Rieserferner-Pluton war im Vergleich zu den anderen periadriatischen Intrusiva demzufolge eine recht tief sitzende Intrusion. An den Wirtsgesteinen am Intrusionsrand konnten 600 bis 620 °C ermittelt werden, entsprechend einem Druck von 0,25 GPa. Das Magma selbst dürfte aber eine Temperatur von 800 bis 760 °C gehabt haben.

## Petrologie

### Petrographie

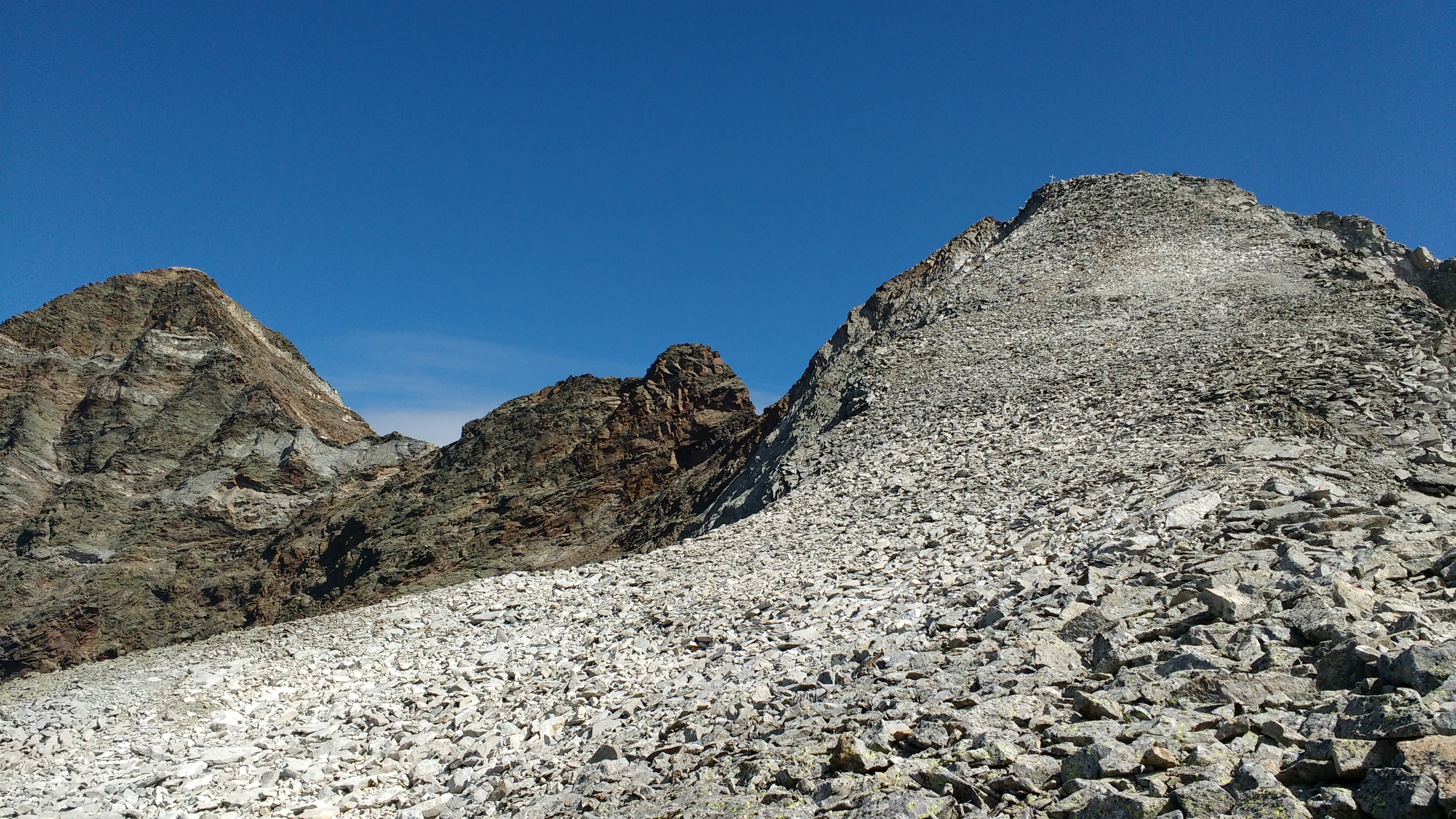
Blick vom Fernerköpfl (3248 m) zum Schneebigen Nock (3358 m). Schön zu sehen der Kontakt zwischen dem helleren Tonalit der Rieserferner-Intrusion im Vordergrund und dem Alten Dach – dunkleren, amphibolitfaziellen Gneisen am Schneebigen Nock.

Die Intrusion des Rieserferner-Plutons war in drei Magmenschüben erfolgt, die sich petrologisch und geochemisch durchaus voneinander trennen lassen. Der erste Magmenpuls war grobkörnig und füllte vorwiegend den Westdom (Rainwaldkern), den Nordrand der Intrusion und Teile des Südrands. Seine Zusammensetzung variiert von Diorit (52,5 bis 54,3 Gewichtsprozent SiO2) bis Granodiorit (63,3 bis 70,6 Gewichtsprozent SiO2), wobei Tonalit (58,5 bis 66,5 Gewichtsprozent SiO2) vorherrscht. Granit (70,4 bis 79,0 Gewichtsprozent SiO2) kommt nur selten vor. Der zweite Schub ist mittel- bis feinkörnig und besteht aus Tonalit bis hin zu Granit. Die Gesteinsglieder zeigen räumliche Vermischung (englisch mingling). Der dritte Puls ist ebenfalls mittel bis feinkörnig und konzentriert sich auf den Zentral- (Rieserkern) und Ostteil der Intrusion. Seine Zusammensetzung ist sehr homogen und besteht aus einem Leukogranodiorit.
Im Pluton überwiegen eindeutig die Granodiorite, die wie auch die Tonalite eine hypidiomorph körnige Textur aufweisen. Die Granite und Diorite bilden unregelmäßig verteilte kleine Massen innerhalb des Intrusivkörpers. Der Pluton enthält ferner mafische Einschlüsse sowie Einschlüsse der metamorphen Hüllgesteine und wird außerdem von Apliten und Lamprophyren durchzogen. Die mafischen mikrogranularen Einschlüsse (englisch mafic microgranular enclaves oder MME) sind häufig, insbesondere im ersten Magmenschub. Sie dürften mafische Magmenblasen darstellen, die durch den Kontakt mit dem Wirtsmagma geochemisch verändert wurden, gut erkennbar an Reaktionshöfen. Die metamorphen Einschlüsse finden sich nicht nur (wie zu erwarten) am Intrusionsrand, sondern auch im Innern. Kleine glimmerreiche Xenolithen sind insbesondere im zweiten Magmenschub häufig vertreten. Die Assimilation der Nebengesteine muss daher bei der Magmenentwicklung eine wichtige Rolle gespielt haben, wie die breit gestreute geochemische Zusammensetzung und das recht hohe Strontiumisotopen-Initialverhältnis deutlich machen.
Im Spätstadium der Intrusion wurden sämtliche Petrofazies von mafischen und sauren Gängen durchsetzt. Die Mächtigkeit der sauren Gänge liegt im Zentimeter- bis Meterbereich. Sie verlaufen meist in Ost-West-Richtung und können Schwärme ausbilden, welche aber nur selten in das metamorphe Nebengestein eindringen. Als letzte magmatische Bildungen entstanden Aplite und Pegmatite, wobei Aplite überwiegen und als Granat Spessartin führen können. Lamprophyrgänge zeigen eine vorherrschende Nord-Süd-Ausrichtung, ihre Kontakte zu den Wirtsgesteinen sind oft messerscharf.
Die mafischen Gänge liegen im Zenti- bis Dezimeterbereich und gehören nicht zum Rieserferner-Zyklus, da sie sowohl die plutonischen Gesteine, darunter auch die Aplite und Pegmatite, als auch die metamorphen Nachbargesteine durchschlagen. Sie sind jünger als die Hauptintrusion und besitzen einen recht variablen Chemismus, der sich von Trachybasalt bis hin zu basaltischem Andesit erstreckt. Sie gehören entweder der kalkalkalischen oder auch der shoshonitischen Serie an. Diese späten andesitischen Gänge treten nicht nur im Austroalpin, sondern auch im Südalpin und im Penninikum auf. Sie wurden von Steenken und Kollegen (2000) auf 26,3 ± 3,0 Millionen Jahre datiert (Oberoligozän, Chattium).

### Mineralogie

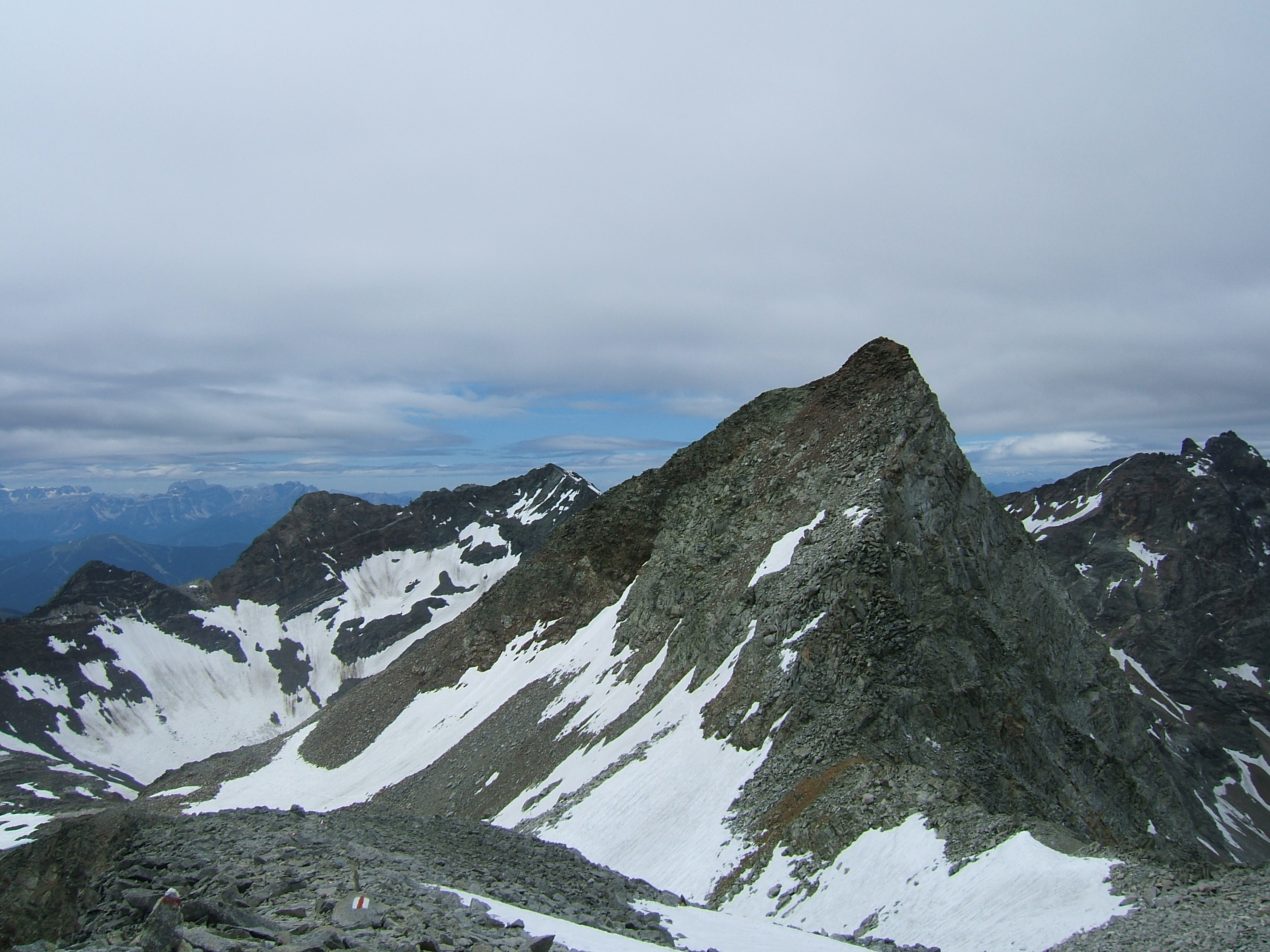
Gelttalspitze (3126 m) von Nordosten. Sie wird aus der feinkörnigen Tonalitfazies aufgebaut. Unmittelbar dahinter die steil nach Süden in Richtung zum DAV-Lineament einfallende metamorphe Hüllserie mit den östlichen Ausläufern der Schwarzen Wand (3105 m) rechts.

Der generelle modale Mineralbestand des Rieserferner-Plutons baut sich aus folgenden Mineralen auf:
- Plagioklas – 40 bis 50 Volumenprozent
- Quarz – 10 bis 25 Volumenprozent
- Alkalifeldspat – 5 bis 10 Volumenprozent
- Biotit – 10 bis 20 Volumenprozent
- Hornblende – 0 bis 10 Volumenprozent[9]

Die Granodiorite bestehen aus deutlich zoniertem Plagioklas (An60-90), Quarz, Alkalifeldspat und Biotit. Als Akzessorien sind Hornblende, Klinozoisit, Zirkon, Apatit und Ilmenit anzuführen. Die Tonalite besitzen einen sehr ähnlichen Mineralbestand, nur ist der Volumenanteil von zoniertem Plagioklas bei ihnen geringfügig höher. Außerdem führen sie keine Hornblende. Im Kontaktbereich des Intrusivkörpers konnte in Tonaliten das Auftreten von Granat beobachtet werden. Die Granite setzen sich im Wesentlichen aus Quarz, Alkalifeldspat und Plagioklas mit den akzessorischen Phasen Apatit, Zirkon und Orthit zusammen. Die Diorite bestehen hauptsächlich aus Hornblende und zoniertem Plagioklas (An50-80) sowie untergeordnetem Biotit, Quarz und Granat.

### Chemische Zusammensetzung
Folgende Tabelle soll die geochemische Zusammensetzung der Hauptelemente des Rieserferner-Plutons veranschaulichen:
| Oxid Gew. % | Mafischer Einschluss | Diorit     | Tonalit    | Granodiorit | Granit     |
| ----------- | -------------------- | ---------- | ---------- | ----------- | ---------- |
| SiO2        | 57,32                | 53,38      | 62,69      | 67,30       | 73,01      |
| TiO2        | 0,77                 | 0,90       | 0,60       | 0,40        | 0,15       |
| Al2O3       | 16,82                | 18,59      | 17,28      | 16,23       | 14,39      |
| Fe2O3       |                      |            |            |             |            |
| FeO         | 8,08 (tot)           | 8,07 (tot) | 4,80 (tot) | 3,31 (tot)  | 1,40 (tot) |
| MnO         | 0,22                 | 0,22       | 0,11       | 0,09        | 0,05       |
| MgO         | 3,76                 | 3,94       | 2,27       | 1,34        | 0,37       |
| CaO         | 6,58                 | 7,66       | 5,47       | 3,99        | 2,19       |
| Na2O        | 2,54                 | 2,57       | 2,87       | 3,13        | 3,19       |
| K2O         | 2,45                 | 2,00       | 2,41       | 3,17        | 4,43       |
| P2O5        | 0,22                 | 0,23       | 0,14       | 0,13        | 0,07       |

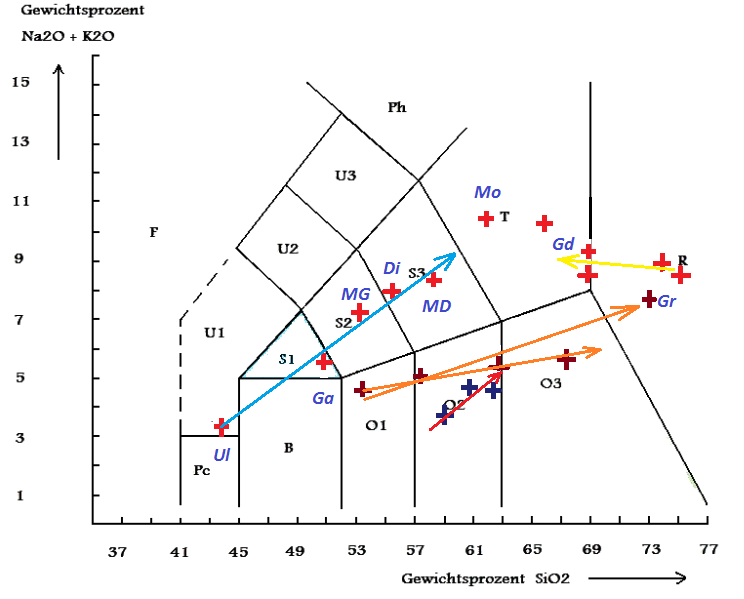
TAS-Diagram mit den Zusammensetzungen der subalkalischen Rieserferner-Intrusion (braune Kreuze), des alkalischen Karawanken-Granitplutons (rote Kreuze) und des subalkalischen Karawanken-Tonalitplutons (blaue Kreuze). Alle drei magmatischen Reihen sind deutlich voneinander abgesetzt, nur die Tonalite der Rieserferner-Intrusion und des Karawanken-Tonalitplutons ähneln einander.

Die Intrusiva des Rieserferner-Plutons sind subalkalische und insbesondere kalkalkalische Magmatite des Hoch-K-Typs. Ihr SiO2-Gehalt schwankt zwischen 53 und 73 Gewichtsprozent, die Gesteine sind somit intermediär bis sauer. Sie zeichnen sich ferner durch einen sehr geringen TiO2-Gehalt aus, der unter 0,9 Gewichtsprozent liegt. Die Al2O3-Konzentration ist erhöht, ihr Verhältnis FeO/MgO jedoch niedrig.
Sämtliche Gesteinsglieder sind Quarz-normativ und bis auf wenige Ausnahmen (insbesondere bei den Dioriten, aber auch bei einigen Tonaliten und Granodioriten) ebenfalls Korund-normativ. Sie sind daher alle an SiO2 übersättigt und meist peraluminos oder auch nur metaluminos.
Die drei Magmenpulse lassen sich geochemisch anhand der Gehalte an Kalzium, Strontium und Rubidium eindeutig voneinander trennen. Mittels der Spurenelemente können noch zwei weitere Gesteinsgruppen charakterisiert werden, deren normiertes Verhältnis TbN/YbN entweder unterhalb von 1,1 oder darüber liegt.
Bellieni und Kollegen (1981) vertreten die Auffassung, dass sich die drei Magmenserien des Riesserferner-Plutons in zwei Schritten aus einem gemeinsamen Stammmagma mittels Kristall-Schmelz-Fraktionierung entwickelt hatten. Die erste Phase verlief unter hohem Druck, wobei Hornblende und Granat fraktioniert wurden und hierdurch Magmen mit hohem TbN/YbN hervorgingen. Bei ihrem weiteren Aufstieg unter jetzt abnehmenden Druck kam es zu einer zweiten Fraktionierungsphase – diesmal wurden jedoch Hornblende und anstatt Granat Plagioklas abgetrennt, wodurch die Magmenzusammensetzungen an Strontium abreicherten. Kontaminationen mit Krustenmaterial und Abtrennung von Akzessorien waren sodann ausschlaggebend für das erhöhte Verhältnis von 87Sr/86Sr und für die ungleiche Verteilung der Spurenelemente.

## Petrogenese

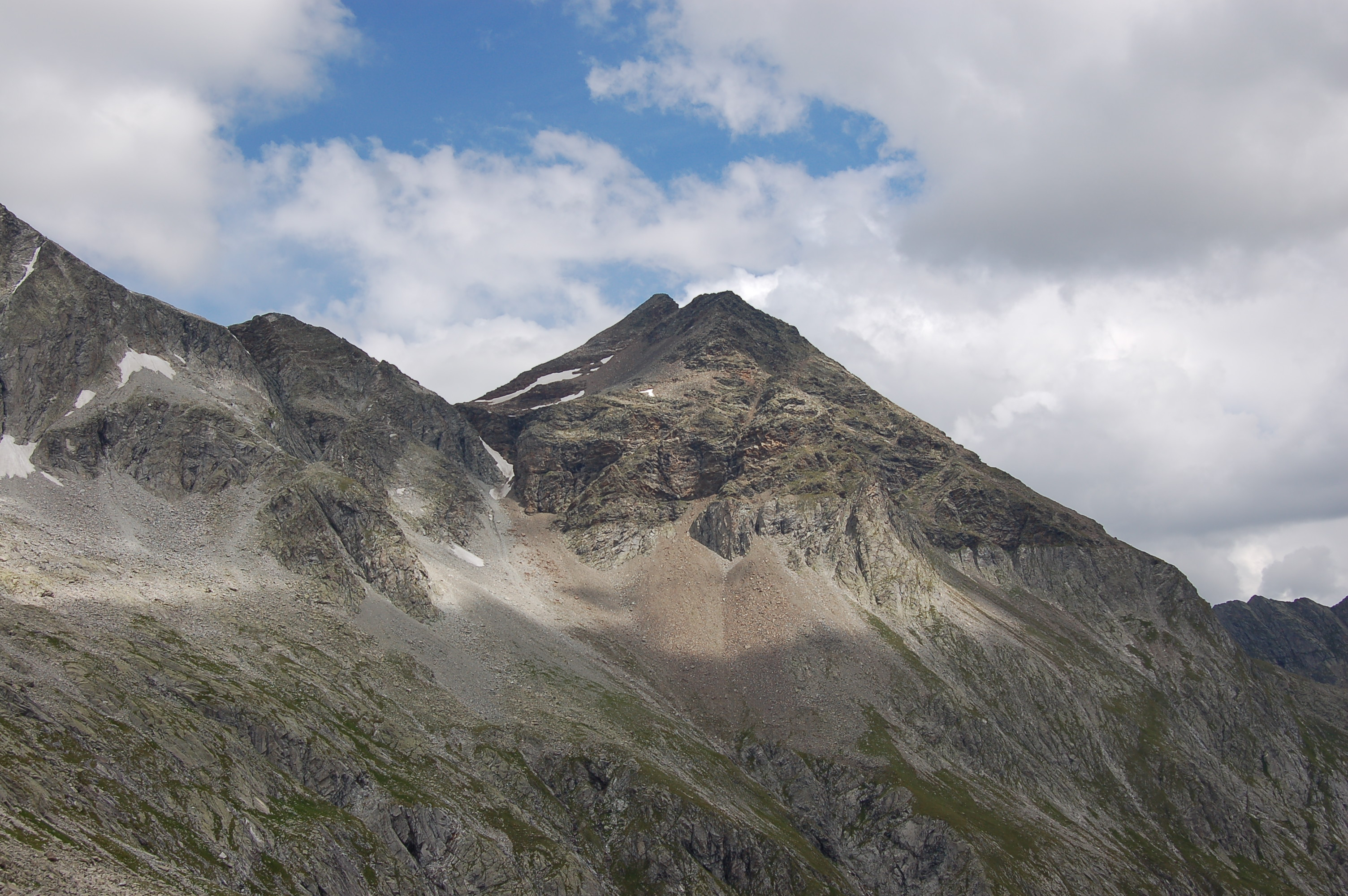
Wunderschön scharfer Kontakt zwischen dem Pluton und seinem aufliegenden Alten Dach am Rosshorn (3068 m).

Der Magmenursprung des Rieserferner-Plutons und anderer Plutone entlang der Periadriatischen Naht wird seit längerer Zeit kontrovers diskutiert. Die andesitischen Magmen wurden lange Zeit als obereozäne Spätphase eines Subduktionsmagmatismus betrachtet. Geochemische Ergebnisse erhärten diese Ansicht.  Alternative Vorstellungen sind Aufschmelzen durch Krustendehnung oder das krustale Aufschmelzen der Gebirgswurzel, nachdem die alpine Lithosphärenwurzel durch Konvektionsströmungen in ihrer Dicke reduziert worden war. Von Blankenburg und Davis (1995 und 1996) befürworteten aufgrund der Isotopenverteilungen und der räumlichen Anordnung der Plutone entlang der Periadriatischen Naht die Hypothese des slab break-off (Abreißen der subduzierenden Platte).

## Tektonik
Das linksverschiebende DAV-Lineament ist ein Abzweig der Periadriatischen Naht und verläuft am Südrand des Rieserferner-Plutons. Es begleitet den schwanzähnlichen Ostteil des Plutons unmittelbar südwärts, biegt aber dann ab dem Mittelteil der Intrusion nach Südwesten ab, um dann nach zirka 30 Kilometer in die Periadriatische Naht einzumünden. Das Lineament teilt das Grundgebirge in eine Nord- und eine Südhälfte, wobei die Südhälfte von der alpinen Metamorphose unberührt blieb. Die keilförmige Nordhälfte mit dem Rieserferner-Pluton wurde von zwei Deformationen – Da1 und Da2 – betroffen. Die zweite Deformation Da2 erfolgte zeitgleich mit der Mylonitbildung entlang dem DAV-Lineament und der Platznahme der Granitoide des Rieserferner-Plutons.
Wie auch bei anderen Ostnordost-streichenden Scherzonen am westlichen Tauernfenster können am DAV-Lineament linksverschiebende Schersinnindikatoren ausgemacht werden. Zusammen mit Ostsüdost- bis Südost-streichenden, jedoch rechtsverschiebenden Scherzonen weiter östlich entstand somit ein konjugiertes Scherzonensystem, das während der Aufwölbung des Tauernfensters aufgrund von Nord-Süd-gerichteter Einengung die erzwungene Ost-West-gerichtete Dehnung akkommodierte. Diese Beobachtungen lassen zusammen mit dem sinistralen Schersinn entlang dem DAV-Lineament und der unmittelbar nördlich davon erfolgten synklinalen Einfaltung auf ein generell transpressives Verformungsfeld schließen.

### Strukturen
Die Strukturen innerhalb des Rieserferner-Plutons stehen sowohl mit dem abkühlenden Magma als auch mit den gleichzeitig erfolgenden tektonischen Bewegungen am DAV-Lineament direkt in Zusammenhang. So konnten Mann und Scheuvens (1998) anhand mikrotektonischer Untersuchungen aufzeigen, dass auf eine ursprünglich magmatische bis submagmatische Deformation nach Verfestigung des plutonischen Gesteins eine grünschieferfazielle Deformation gefolgt war. Letztere Festkörperdeformation kann ihrerseits in einen Hoch- und in einen Niedertemperaturbereich unterteilt werden.

#### Magmatische/submagmatische Deformation
Eine magmatische Foliation wird im Pluton durch die lineare Anordnung von plattigen Plagioklasleisten definiert. Die Albitzwillinge sind zu ihr parallel ausgerichtet. Zusammen mit undeformierten Biotitpaketen bildet Plagioklas ein schwaches SPO-Gefüge (englisch shape preferred orientation), d. h. die beiden Kristalle nehmen wegen ihrer äußeren Gestalt bevorzugte Raumlagen ein. Auf ein nicht-koaxiales Fließgefüge deutet das pflasterartige Auftreten von Biotit (englisch tiling) hin, welcher mit Plagioklas dachziegelartig überlappt auftritt.
Charakteristisch für die submagmatische Stufe sind Brüche im Plagioklas, die mit noch vorhandener Residualschmelze wieder ausgefüllt wurden und jetzt als Quarz- und Alkalifeldspatgemenge vorliegen. Auch Allanit wird von submagmatischen Brüchen betroffen. Quarz zeigt undulöse Auslöschung und Schachbrettmuster. Letztere deuten auf eine Temperatur von 600 bis 700 °C und auf den Übergang zur Festkörperverformung. Die Ränder der Quarzkörner sind überdies ausgebuchtet und verweisen auf eine deutliche Korngrenzenwanderung mit Rekristallisation (englisch grain boundary migration recrystallization oder GBMR).

#### Hochtemperierte Festkörperdeformation
Mikrostrukturen der hochtemperierten Festkörperdeformation manifestieren sich vor allem in Quarz und Biotit. In Quarz sind Schachbrettmuster und GBMR nach wie vor zu erkennen, neu entstehen jetzt abgeplattete Quarzkörner, die sich zu Quarzbändern (englisch quartz ribbons) gesäumt von einem Rand aus feinen Unterkörnern weiterentwickeln. Der Biotit verliert mit zunehmender Festkörperdeformation seine homogene Korngrößenverteilung, Knickbänder erscheinen und sägezahnartige Wachstumsgrenzen bezeugen Rekristallisation. Im Hochtemperaturbereich wird bei sinkenden Temperaturen bei Biotit basales Gleiten immer wichtiger und es entsteht im Verbund mit rekristallisierten Quarzen um das Plagioklasgefüge eine zusammenhängende intrakristalline Schwächezone (englisch intracrystalline weak layer oder IWL). Die Feldspäte liegen noch nicht rekristallisiert vor und nur stark verformte Exemplare zeigen eine recht undeutliche undulöse Auslöschung. Einige verbogene Zwillingslamellen lassen aber durchaus Deformation erkennen.
Bedeutsam ist jetzt das Auftreten von Myrmekit, der korrodierten Mikroklinkristallen aufsitzt (erkennbar an den überkreuzten Zwillingen), eine Temperatur von rund 550 °C anzeigt und somit auf metasomatische Vorgänge hinweist.

#### Niedrigtemperierte Festkörperdeformation
Bei weiterem Absinken der Temperaturen entwickelten sich aus den intrakistallinen Schwächezonen (IWL) typische C/S-Gefüge, die makroskopisch Myloniten und Quarzmyloniten entsprechen. Biotit retrogradierte meist zu Chlorit (wahrscheinlich unter Mitwirkung hydrothermaler Flüssigkeiten). Schersinnindikatoren wie Biotitfische oder schrägliegende Quarzfoliationen lassen einen überwiegend linksverschiebenden Schersinn erkennen. Die Quarze zeichnen sich durch sehr deutliche undulöse Auslöschung und Unterkorngrenzen aus. Korngrenzenwanderung bei niedriger Temperatur kann an den auffallenden Ausbeulungen (englisch bulges) erkannt werden.
Mylonitische, Südost-streichende dextrale Seitenverschiebungen betreffen den Nordrand und insbesondere den Ostfortsatz der Intrusion, wobei letzterer zerschert und nahezu boudiniert wird. Auch der Südrand entlang des DAV-Lineaments wird von analogen mylonitischen Seitenverschiebungen durchzogen, welche aber mehr Ostsüdost streichen.

#### Spröde Verformung
Nach dem Verlassen des duktilen Bereichs wurde der Rieserferner-Pluton spröd verformt. Die spröde Verformung zeigt sich vor allem mikroskopisch an zerbrochenen Quarzen. Makroskopisch entstanden im erkalteten Gestein jetzt Verwerfungen, Kataklasite und Klüfte. Assoziiert mit den Kataklasiten treten auch Pseudotachylite auf.

#### Verteilung der Strukturen im Pluton
Magmatische Gefüge sind nur im westlichen Rainwaldkern erhalten, Festkörperdeformation findet sich im zentralen Rieserkern und im östlichen Fortsatz. Mit Ausnahme einer linksverschiebenden mylonitischen Zone (mit intensivster Festkörperdeformation) am Nordrand des Rieserkerns nimmt die Festkörperdeformation generell nach Süden und Osten zu.

## Platznahme des Plutons
Der Aufstieg und die Platznahme des Rieserferner-Plutons ging in mehreren Stufen vor sich. Zu Beginn erfolgte der Aufstieg der Schmelze parallel zur steilen Foliation am DAV-Lineament, einer aktiven mylonitischen Scherzone. Die endgültige Platznahme kann in zwei weitere Schritte unterteilt werden: aufgrund der Schwächung durch Hydrofraktur-Zerrbrüche (englisch extensional hydrofracturing) im umgebenden Wirtsgestein unmittelbar nördlich des Mylonitgürtels konnte ein tafelförmiger Magmenkörper in Form eines mächtigen Lagergangs nach Norden ins Nachbargestein vordringen. Im Lagergangkeil kam es sodann zum Aufblähen und Aufwallen des Magmas, das den darüber liegenden Dachbereich zu domartigen Strukturen verformte. Nach dem Abklingen der Intrusionstätigkeit wurde der gesamte Pluton aufgrund nicht-koaxial erfolgender tektonischer Einzwängbewegungen (Englisch indentation tectonics) um 2200 Meter nach Osten gekippt (was einem Rotationswinkel von 5° entspricht), so dass die Westseite der Intrusion jetzt stärker herausgehoben und abgetragen wurde sowie erosionsbedingt tiefere strukturelle Niveaus und sogar der Boden der Magmenkammer im Westen freigegeben wurden.

## Alter
Borsi und Kollegen (1979) konnten mittels der Rubidium-Strontium-Datierung für den Rieserferner-Pluton ein Intrusionsalter von 30 ± 3 Millionen Jahren bestimmen (Oberes Oligozän, Rupelium). Müller und Kollegen (2000) erhielten für das Bildungsalter von Myloniten entlang dem DAV-Lineament 33 bis 30 Millionen Jahre.  Dieses Alter ist vergleichbar einem Kristallisationsalter von 32,4 ± 0,4 Millionen Jahren, das Romer und Siegesmund (2003) an Allanit ermittelten.